# ۷۰۸ (خورشیدی)
۷۰۸ هفتصد و هشتمین سال هجری خورشیدی است.